# Cryptolabis (Cryptolabis) luteola
Cryptolabis (Cryptolabis) luteola is een tweevleugelige uit de familie steltmuggen (Limoniidae). De soort komt voor in het Neotropisch gebied.